# 愛知ダービー
愛知ダービーとは、日本のプロバスケットボールリーグ「B.LEAGUE」のレギュラーシーズンにおいて、愛知県に本拠地を置くクラブによる直接対決を指す。
B.LEAGUEには、愛知県から、セミプロのB3リーグを含め、下記に示す5チームが参加しており、その中でも最高峰のB1には、いずれも企業チーム時代から半世紀以上の歴史を誇る名古屋ダイヤモンドドルフィンズ、シーホース三河、三遠ネオフェニックス、ファイティングイーグルス名古屋が参戦している。特に、三河対三遠の試合は「三河ダービー」、名古屋D対FE名古屋の試合は「名古屋ダービー」とも言われる。
また、シーホース三河、ファイティングイーグルス名古屋、豊田合成スコーピオンズ、アイシンアレイオンズ（2022年シーズンをもって活動休止）の各チームはいづれもトヨタ自動車を源流とする企業グループが母体となるチームであり、またさらにシーホースとアレイオンズはアイシンが母体でもある。このことから、東京都渋谷区を本拠とする基はトヨタ自動車本社直属のアルバルク東京を加えた対戦を「トヨタ同門対決」、ないしは「トヨタダービー」と紹介する場合もある。

## チーム一覧
| チーム名                       | 2023-24シーズンの所属クラス | ホームタウン                         |                                      | 収容人員 | 画像                       | 備考                                                                                                 |
| ------------------------------ | --------------------------- | ------------------------------------ | ------------------------------------ | -------- | -------------------------- | --- |
| 三遠ネオフェニックス           | B1 中地区                   | 豊橋市（準本拠地として静岡県浜松市） | 豊橋総合体育館                       | 3500人   | 豊橋市総合体育館           | |
| シーホース三河                 | B1 中地区                   | 刈谷市                               | ウィングアリーナ刈谷                 | 2376人   | ウィングアリーナ刈谷       | |
| 名古屋ダイヤモンドドルフィンズ | B1 西地区                   | 名古屋市                             | 愛知県体育館（ドルフィンズアリーナ） | 7514人   | ドルフィンズアリーナ       | |
| ファイティングイーグルス名古屋 | B1 西地区                   | 名古屋市                             | 稲永スポーツセンター                 | 1750人   | 枇杷島スポーツセンター     | |
| 豊田合成スコーピオンズ         | B3                          | 稲沢市                               | 豊田合成記念体育館                   | 3500人   | 豊田合成体育館・エントリオ | |
| 過去参加していたクラブ         |                             |                                      |                                      |          |                            | |
| アイシン アレイオンズ          | B3                          | 安城市                               | 安城地区 希望の丘体育館              | 不明     |                            | 2020-21シーズンまで「アイシン・エィ・ダブリュ アレイオンズ安城」 2021ｰ22シーズン終了をもって活動終了 |

## 女子
女子ではいずれも名古屋市が本拠地であるトヨタ自動車アンテロープスと三菱電機コアラーズ、およびいずれも三河地区に本拠を置くアイシン ウィングス（安城市）とデンソーアイリス（刈谷市）の直接対決が「Wリーグ版愛知ダービー」と言われており、特に「トヨタ対菱電」は「名古屋ダービー」、「アイシン対デンソー」は「三河ダービー」、さらに菱電以外の3チームはやはりトヨタ自動車グループの運営する企業母体チームであるため「トヨタ同門対決（トヨタダービー）」とも呼称される。